# Mondo Bizarro
| Оценки критиков      | Оценки критиков |
| Источник             | Оценка          |
| -------------------- | --------------- |
| AllMusic             | [ 1 ]           |
| Entertainment Weekly | B−              |
| Q                    | [ 3 ]           |
| Robert Christgau     | A−              |
| Rolling Stone        | [ 5 ]           |

Mondo Bizarro (на искажённом итальянском «Mondo Bizzarro» означает «Странный мир») — двенадцатый студийный альбом американской панк-группы Ramones, выпущенный в 1992 году. Это первый альбом с участием нового бас-гитариста Си Джея Рамона, заменившего ушедшего Ди Ди Рамона. 10 августа 2004 года в Великобритании альбом был перевыпущен лейблом Captain Oi!, с бонус-треком «Spider-Man».

## Об альбоме
Mondo Bizarro стал первым за три года альбомом, после ухода группы из Sire Records и заключения контракта с лейблом Radioactive Records. Название «Mondo Bizarro» пародирует название фильма 1966 года «Mondo Cane». Отдельно от альбома вышли два сингла; «Poison Heart», выпущенного в июле 1992 года и Strength to Endure, выпущенного в октябре того же года.
Несмотря на то, что Ди Ди Рамон покинул группу, он тем не менее написал для неё три песни: «Poison Heart», «Main Man» и «Strength To Endure», чтобы отплатиться от тюрьмы из-за своей долгой наркотической зависимости.
В документальном фильме End of the Century documentary Джонни Рамон, когда его спрашивали об альбоме, ответил следующее: «Я не люблю его. Мне он не нравится вообще.» Это противоречит его интервью 1992 года, данному аргентинской газете, где он сказал: «В целом я нахожу две-три песни, которые я терпеть не могу в Mondo Bizarro, но в остальном мне нравятся почти все песни, и я очень доволен им в целом.»
В 2001 году альбом получил статус золотого в Бразилии.

## Песни
Песня «Censorshit», написанная Джоуи Рамоном, рассказывает о том, как рок и реп-альбомы подвергались цензуре организацией PMRC, группой Вашингтонских жён, стремившихся нацепить предупреждения на пластинки, что в дальнейшем стало нормой. Это было отсылкой к Оззи Осборну и Фрэнку Заппе. Цитата: «Спросите Озии, Заппу или меня. Мы покажем вам, что значит быть свободным» (англ. Ask Ozzy, Zappa, or Me. We'll show you what it's like to be free.). Песня обращается к Типпер Гор, жене бывшего сенатора Теннесси и Вице-президенту Альберту Гору.
«Take It as It Comes» является кавер-версией песни The Doors, первоначально записанной в 1967 году. «Spider-Man» никогда не появлявшаяся на оригинальном релизе, но позже вошедшая в CD-переиздание, является кавером на главную тему мультсериала Человек-паук. Первоначально песня вошла в качестве бонус-трека в альбом ¡Adios Amigos! (но в более поздних изданиях была убрана оттуда) и в компиляцию 1995 года Saturday Morning.
«Heidi is a Headcase» была написана Джоуи Рамоном и Дэниелом Рэем. В подкаст-интервью для «Ramones of the Day», Си Джей сказал, что эта песня была о девушке по имени Хейди, которая в тот период была подругой Джоуи и одновременно Си Джея.

## Список композиций
| №  | Название                    | Автор(ы)                              | Длительность |
| -- | --------------------------- | ------------------------------------- | ------------ |
| 1. | «Censorshit»                | Джоуи Рамон                           | 3:13         |
| 2. | «The Job That Ate My Brain» | Марки Рамон, Гарретт Джеймс Ухленброк | 2:17         |
| 3. | «Poison Heart»              | Ди Ди Рамон, Даниэл Рей               | 4:04         |
| 4. | «Anxiety»                   | Марки Рамон, Гарретт Джеймс Ухленброк | 2:04         |
| 5. | «Strength to Endure»        | Ди Ди Рамон, Даниэл Рэй               | 2:59         |
| 6. | «It's Gonna Be Alright»     | Джоуи Рамон, Энди Шернофф             | 3:20         |

| №   | Название                 | Автор(ы)                                                | Длительность |
| --- | ------------------------ | ------------------------------------------------------- | ------------ |
| 7.  | «Take It as It Comes»    | Джим Моррисон, Джон Денсмор, Робби Кригер, Рэй Манзарек | 2:07         |
| 8.  | «Main Man»               | Ди Ди Рамон, Дэниел Рэй                                 | 3:29         |
| 9.  | «Tomorrow She Goes Away» | Джоуи Рамон, Дэниел Рэй                                 | 2:41         |
| 10. | «I Won't Let It Happen»  | Джоуи Рамон, Энди Шернофф                               | 2:22         |
| 11. | «Cabbies on Crack»       | Джоуи Рамон                                             | 3:01         |
| 12. | «Heidi Is a Headcase»    | Джоуи Рамон, Дэниел Рэй                                 | 2:57         |
| 13. | «Touring»                | Джоуи Рамон                                             | 2:51         |

| №   | Название     | Автор(ы)                        | Длительность |
| --- | ------------ | ------------------------------- | ------------ |
| 14. | «Spider-Man» | Боб Харрис, Пол Фрэнсис Уэбстер | 1:56         |

## Участники записи

### Ramones
- Джоуи Рамон — ведущий вокал (все треки, кроме 5 и 8)
- Джонни Рамон — соло-гитара
- Си Джей Рамон — бас, бэк и ведущий (5, 8 треки) вокалы
- Марки Рамон — ударные

### Дополнительные музыканты
- Вернон Рид — гитарное соло (11 трек)
- Джо МакГинти[англ.] — клавишные (7 трек)
- Flo & Eddie[англ.] — бэк-вокал (3, 13 треки)

### Дополнительный персонал
- Брайс Гоггин — ассистент звукоинженера
- Джо Уарда — ассистент звукоинженера
- Гари Курфёрст — исполнительный продюсер
- Грэг Калби[англ.] — мастеринг
- Эд Стейсиум[англ.] — микширование, продюсер
- Пол Хамингсон — звуконженер
- Юджин Настаси — ассистент звукоинженера
- Гаррис Шипон — ассистент звукоинженера
- Джордж ДюБос — арт-директор, фотографии, дизайн

## Чарты

### Альбом
| Год  | Чарт              | Позиция |
| ---- | ----------------- | ------- |
| 1992 | The Billboard 200 | 190     |

### Синглы
| Год  | Сингл          | Чарт               | Позиция |
| ---- | -------------- | ------------------ | ------- |
| 1992 | «Poison Heart» | Modern Rock Tracks | 6       |